# Bullet in a Bible
Bullet in a Bible is een live registratie van twee megaconcerten in de National Bowl in Milton Keynes, Engeland, door de band Green Day in juni 2005, uitgebracht in november 2005 op cd, dvd en UMD. De concerten trokken samen ruim 130.000 bezoekers aan en zijn daarmee de twee grootste concerten die Green Day ooit gegeven heeft. Op de dvd staan tussen de nummers door ook commentaren van de bandleden.
De titel Bullet in a Bible is naar aanleiding van een bezoek van Green Day aan het Imperial War Museum in Engeland, waar een kogel stekend in een bijbel tentoongesteld is, die de eigenaar het leven gered heeft.

## Track listing
Alle songs geschreven door Billie Joe Armstrong, behalve nummer 10
1. "American Idiot" - 4:33
2. "Jesus Of Suburbia" - 9:24
  - I. "Jesus Of Suburbia"
  - II. "City Of The Damned"
  - III. "I Don't Care"
  - IV. "Dearly Beloved"
  - V. "Tales Of Another Broken Home"
3. "Holiday" - 4:12
4. "Are We The Waiting" - 2:58
5. "St. Jimmy" - 2:55
6. "Longview" - 4:45
7. "Hitchin' A Ride" - 4:04
8. "Brain Stew" - 3:03
9. "Basket Case" - 2:58
10. "King For A Day /Shout" (Billie Joe Armstrong/Kelly O. Isley/Ronald Isley/Rudolph Isley) - 8:47
  - Met een fragment van "Always look on the Bright Side of Life"(Eric Idle) van Monty Python's Life of Brian
11. "Wake Me Up When September Ends" - 5:03
12. "Minority" - 4:19
13. "Boulevard Of Broken Dreams" - 4:45
14. "Good Riddance (Time of Your Life)" - 3:26

Dit is alles wat er op de cd staat
Dit speelden ze, maar stond niet op de cd:
(Het staat niet op volgorde)
1. "American Idiot"
2. "Jesus of Suburbia"
3. "Holiday"
4. "Are We the Waiting"
5. "Boulevard of Broken Dreams"
6. "Basket Case"
7. "Minority"
8. "Brain Stew"
9. "Jaded"
10. "Homecoming"
11. "Longview"
12. "Knowledge" (Operation Ivy Cover)
13. "Wake Me Up When September Ends"
14. "Good Riddance (Time of Your Life)"
15. "King for a Day/Shout"
16. "St. Jimmy"
17. "Maria"
18. "Hitchin' a Ride"
19. "We Are the Champions" (Queen Cover)
20. "She"